# Green (Kansas)
Pour les articles homonymes, voir Green.
Green est une ville américaine située dans le comté de Clay, au Kansas. Selon le recensement de 2010, sa population est de 128 habitants.